# Phòng chiếu phim gia đình

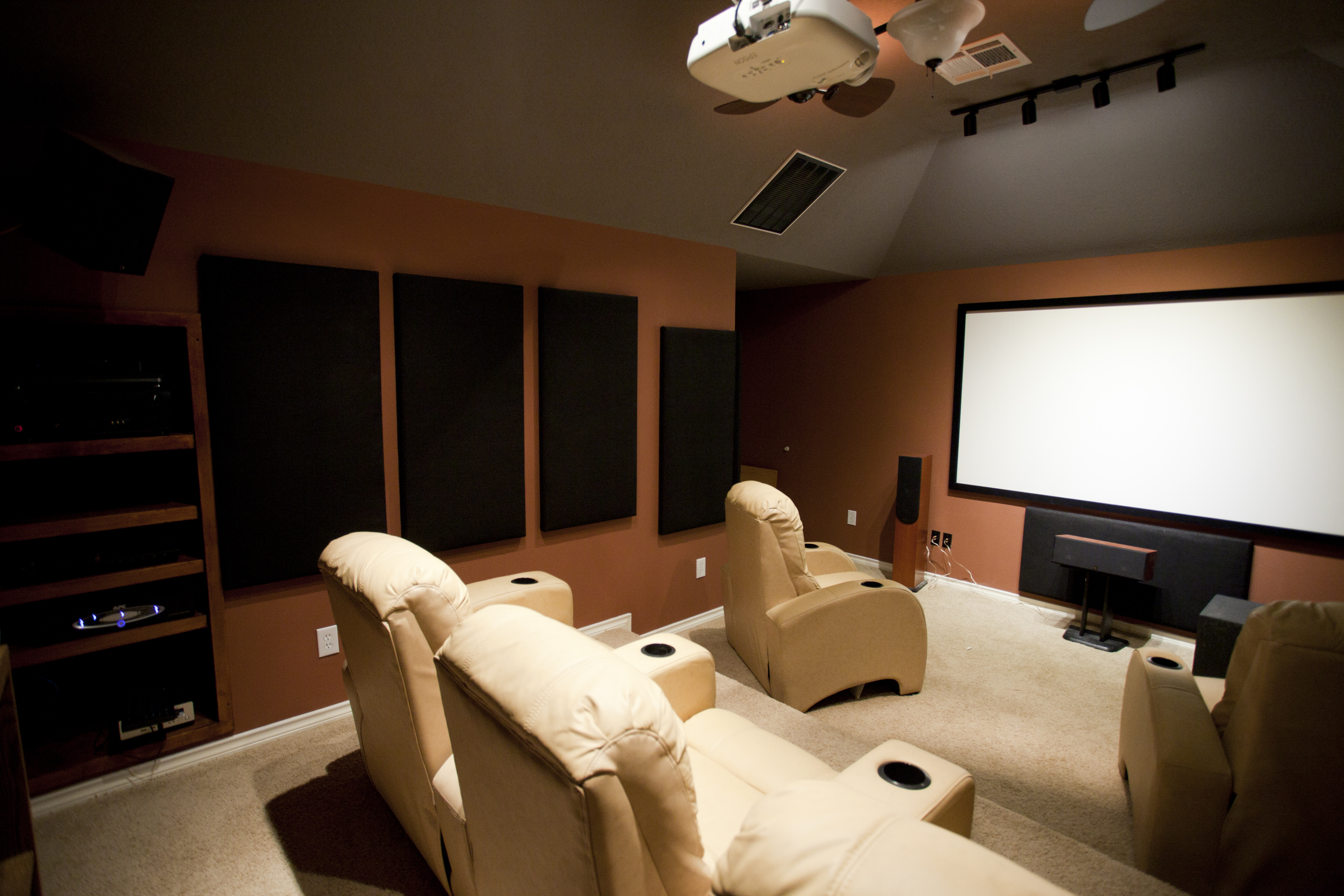
Một gian phòng chiếu phim tại gia được trang bị đầy đủ với tường cách âm, hệ thống dây điện, trang thiết bị và cách bố trí loa chuyên nghiệp

Phòng chiếu phim gia đình hay còn gọi là phòng chiếu phim tại gia (tiếng Anh: Home cinema) là một hệ thống giải trí nghe-nhìn tại nhà nhằm mục đích sao chép, mô phỏng những trải nghiệm và tâm trạng tại rạp chiếu phim, sử dụng thiết bị nghe nhìn thuộc dạng đồ điện tử tiêu dùng vốn được lắp đặt trong một gian phòng hay tại sân sau của nhà riêng.